# بول أوستر
بول بنيامين أوستر (بالإنجليزية: Paul Auster)‏ (3 فبراير 1947 - 30 أبريل 2024)، هو كاتب روائي ومُخرج أمريكي مولود في 3 فبراير 1947. كتاباته خليط بين العبثية، الوجودية، أدب الجريمة والبحث عن الهوية والمعاني الإنسانية. أبرز أعماله ثلاثية نيويورك (1987)، قصر القمر (1989)، موسيقى الصدفة (1990)، كتاب الأوهام (2002) و حماقات بروكلين (2005). تُرجمت كتبه لأكثر من أربعين لغة.

## مراحل النشأة
ولد أوستر في مدينة نيو آرك في ولاية نيوجيرسي الأمريكية، لإبوان يهوديان من الطبقة الوسطى، وذوي أصول بولندية، كويني وصموئيل أوستر. وهو ابن العم الأكبر للكاتب الصحفي المحافظ
لورانس أوستر [بحاجة لمصدر] نشأ أوستر في منطقة جنوب أورنج, نيوجيرسي ونيوآرك  وتخرج من ثانوية كولومبيا ‏ في مابلوود.

## حياته المهنية
بعد تخرجه من جامعة كولومبيا عام 1970، إنتقل أوستر إلى باريس، وكوسيلة لكسب قوت يومه قام بترجمة الأدب الفرنسي. عند عودته إلى الولايات المتحدة الأمريكية في عام 1974، قام بنشر قصائد، مقالات وروايات من تأليفه، فضلاً عن الأعمال التي قام بترجمتها لبعض الكُتاب الفرنسيين مثل ستيفان مالارمي وجوزيف جوبيرت

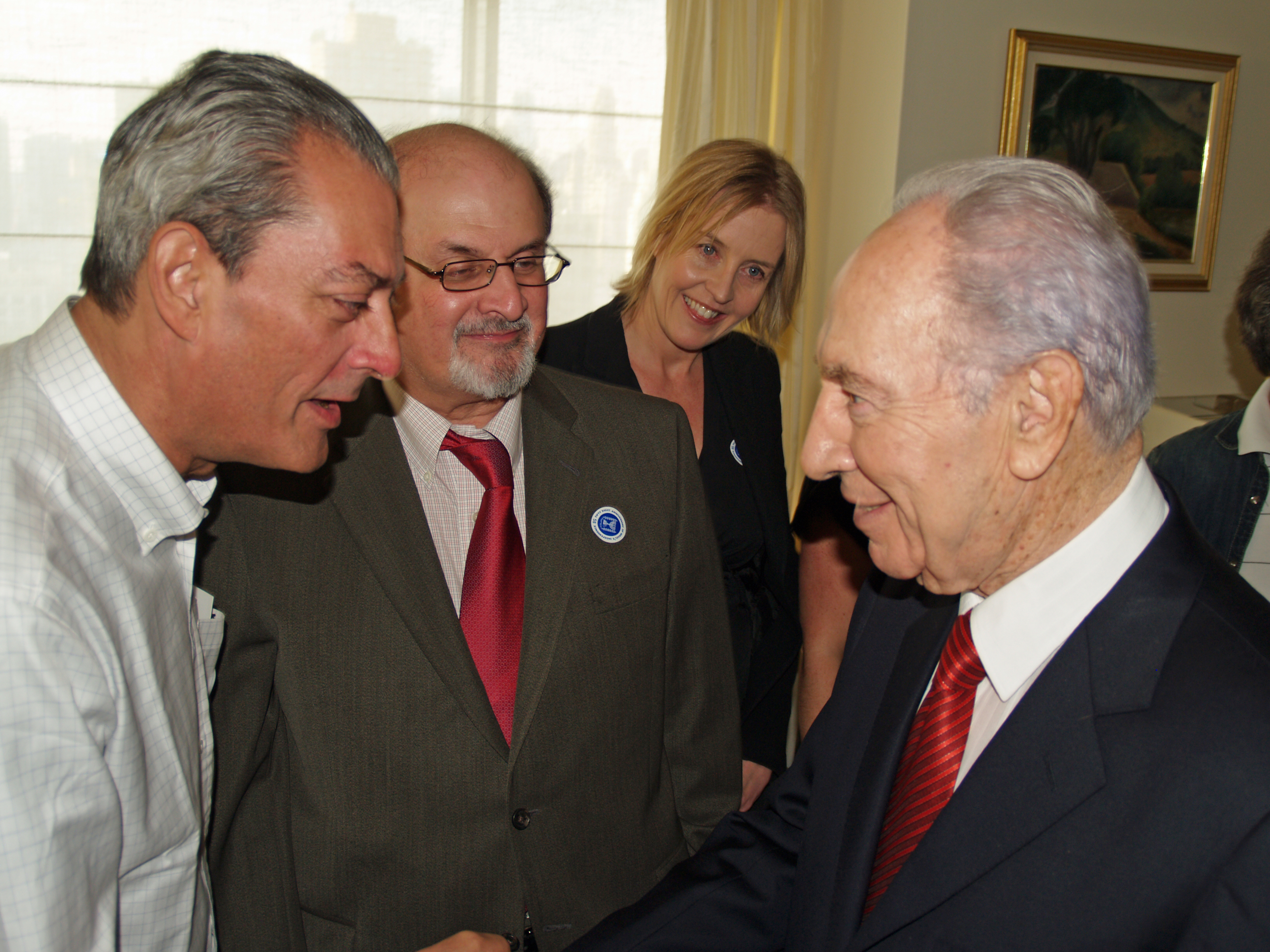
أوستر يصافح شمعون بيريز برفقة سلمان رشدي وكارو ليو لين عام 2008

عقب النجاح الذي حققه أول عمل انتجه أوستر، والذي كان عبارة عن مذكرات أطلق عليها إختراع العزلة، عاد للاضواء مجدداً عند إصداره ثلاثيته الشهيرة التي تتكون من قصص بوليسية ترتبط ببعضها بشكل بسيط ونشرها تحت عنوان ثلاثية نيويورك. وهذه القصص لم تكن مجرد قصص بوليسية تقليدية تدور حول أمر غامض أو مجموعة أدلة. بدلاً من ذلك، قام أوستر باستخدام نموذج المحقق للتطرق إلى قضايا الوجودية واسئلة الهوية، المكان، اللغة والأدب، مما جعله يبتكر أسلوبا فريداً في الحداثة (ومانقد مابعد الحداثة). عند المقارنة بين العملين يقول أوستر، «أعتقد إن العالم مليء بالإحداث الغريبة. حيث أن عالمنا الواقعي يُخفي الكثير من الأسرار التي تفوق توقع إي منا. ومن هذا المنطلق نمت الثلاثية مباشرة من  اختراع العزلة.» 
يتخلل الكثير من أعمال أوستر الأخيرة هاجس البحث عن الهوية والمعاني الشخصية، والكثير منها يركز بشكل كبير على دور الصدفة والعشوائية (موسيقى الصدفة) أو بشكل أعمق، مدى ارتباط الأشخاص بأقرانهم وبيئاتهم (كتاب الأوهام ، قصر القمر). أبطال أوستر غالباً مايجدون أنفسهم مضطرين للعمل كجزء من مخطط أشخاص آخرين أو منظمات كبرى. في 1995، كتب أوستر وساهم في إخراج فلمين هما Smoke (الذي ربح عنه جائزة مهرجان جائزة الروح المستقلة لأفضل أول سيناريو ‏) و Blue in the Face. وأخر أعمال أوستر هي ليلة التنبؤ (2003)، حماقات بروكلين ‏ (2005)، ورواية رحلات في حجرة الكتابة التي لاقت إستحساناً كبيراً.
كان أوستر عضواً في مجلس القائمين على الفرع الأمريكي من المنظمة الأدبية الدولية PEN American Center من عام 2004 حتى 2009، وأصبح نائباً للرئيس في الفترة 2005 - 2007.
منذ شهر نوفمبر 2010، كان أوستر يعمل على كتابة رواية جديدة، وقد كان يواجه صعوبة في إيجاد أفكار جديدة منذ عدة سنوات مضت:«كان هنالك الكثير من القصص في جعبتي، ولكنني فقدتها جميعاً منذ عدة سنوات مضت. ثم توصلت إلى حقيقة أنها ليست بمأساة إن لم أصدر عملاً جديداً. هل هناك حقاً فرق بين أن أصدر 16 أو 17 رواية؟ إذ لم يكن الأمر بالغ الأهمية، فلا فائدة من الكتابة.» 
في 2012، نُقل عن أوستر قوله في مقابلة له إنه لن يقوم بزيارة تركيا احتجاجاً منه على طريقة تعاملها مع الصحفيين. وقام رئيس وزراء تركيا رجب طيب أردوغان بالرد عليه قائلاً: «وكأننا في حاجة إليك! من يهتم حقاً إن أتيت أو لم تأتي؟»  ليقوم أوستر بالرد:«وفقاً لأحدث الإحصائيات الصادرة عن منظمة PEN الدولية، هنالك مايقارب المائة كاتب الذي تم سجنهم في تركيا، ناهيك عن الناشرين المستقلين مثل رجب زاراكولو الذي تقوم جميع مراكز منظمة PEN بمتابعة قضيته عن كثب».
من أعماله مذكرات نشرت تحت عنوانA Life in Words، في أوكتوبر من عام 2017 عن دار نشر Seven Stories Press. وتدور بشكل رئيسي حول مهنة الكتابة وعلاقتها بحياة أوستر، وتستند إلى حوارات أوستر مع البروفسورة الدانمركية إنجي بيرجيت والتي استمرت من 2011 حتى وقت صدور الكتاب، هذه البروفسورة تعمل في جامعة كوبنهاغن أستاذاً مساعداً في الدراسات الإنجليزية والجرمانية والرومانسية هناك في القرن 20 و 21، وهي القوة الفاعلة في مركز بول أوستر القائم.
وفي فبراير 2023 أصدر روايته "بومغارتنر" التي يستعيد فيها فصولاً من ماضيه وحياته المأسورة بالكتابة.

## حياته الشخصية
كان أوستر متزوجاً بالكاتبة ليديا ديفيس. ورزق بطفل منها، دانييل أوستر.
تزوج ثانية من الكاتبة سيري هستفدت (وهي ابنة البروفسور والباحث لويد هستفدت)، عام 1981، وأقاما في بروكلين. ولديهما ابنة واحدة تدعى صوفي أوستر.

## الجوائز
- 1989 جائزة Prix France Culture de Littérature Étrangère عن ثلاثية نيويورك.
- 1990 جائزة الأكاديمية الأمريكية للفنون والآداب من الأكاديمية الأمريكية للفنون والآداب.
- 1991 وصلت رواية «موسيقى الصدفة» للتصفيات النهائية لجائزة جائزة بن/فاکنر عن فئة الأعمال الخيالية  [لغات أخرى]‏.
- 1993 جائزة Prix Médicis Étranger عن Leviathan.
- 1996 حصد فيلم دخان على جائزة بوديل - فئة أفضل فيلم أمريكي.
- 1996 حصد فيلم دخان على جائزة الروح المستقلة لأفضل سنياريو أول.
- 1996 جائزة جون ويليام كورينجتون للتميز الأدبي.
- 2001 ترشحت رواية Timbuktu للقائمة الطويلة لجائزة دبلن الأدبية الدولية جائزة دبلن الأدبية الدولية  [لغات أخرى]‏.
- 2003 حصل على الزمالة في الأكاديمية الأمريكية للفنون والعلوم.[33]
- 2004 وصلت رواية كتاب الأوهام للقائمة القصيرة لجائزة دبلن الأدبية الدولية جائزة دبلن الأدبية الدولية  [لغات أخرى]‏.
- 2005 ترشحت ليلة التنبؤ للقائمة الطويلة لجائزة دبلن الأدبية الدولية جائزة دبلن الأدبية الدولية  [لغات أخرى]‏.
- 2006 حصل على جائزة أميرة أستورياس للآداب.
- 2006 اُنتخب ضمن عضوية الأكاديمية الأمريكية للفنون والآداب للآداب.
- 2007 مُنح أوستر الدكتوراة الفخرية من جامعة لييج.
- 2007 ترشحت رواية حماقات بروكلين للقائمة الطويلة لجائزة دبلن الأدبية الدولية IMPAC
- 2007 مُنح أوستر وسام الفنون والآداب الفرنسي برتبة قائد.[34]
- 2008 وصلت رواية رحلات في حجرة الكتابة للقائمة الطويلة لجائزة IMPAC.
- 2009 Premio Leteo (León, Spain).
- 2010 Médaille Grand Vermeil de la ville de Paris[35]
- 2010 وصلت رواية رجل في الظلام إلى القائمة الطويلة لجائزة IMPAC.
- 2010 وصلت رواية Invisible للقائمة الطويلة لجائزة IMPAC.
- 2012 IMPAC Award longlist for Sunset Park
- 2012 تم تكريمه من قبل جائزة نيويورك الأدبية.[36]
- 2017 رواية "4321" كانت ضمن القائمة القصيرة لجائزة البوكر.[37]

### أعمال متنوعة
- قصة آلتي الكاتبة مع لوحات للفنان سام ميسر،(2002).
- «ثائر بالصدفة» (Wed. April 23 article in New York Times)[13]
- "ALONE" قطعة نثر كتبت في 1969 ونُشرت في ست نسخ مع «تقمص الآخرين عن طريق الترجمة» (2014) والتي قامت بكتابتها سيري هستفدت. ونُشرت عن طريق small press Ark Editions الدنماركية.[38]
- 2023 رواية "بومغارتنر" - Baumgartner.[39]

## وسائل الإعلام الأخرى
- عام 1993، صدر فيلم مقتبس بعنوان موسيقى الصدفة  [لغات أخرى]‏. ظهر أوستر في نهاية الفيلم.
- عام 1994، تم تحويل مدينة الزجاج لقصة مصورة عن طريق الفنان ديفيد مازوتشلي وبول كاراسيك. انتج هذا العمل فنان الكرتون وصديق أوستر آرت سبيجلمان.
- مابين 1999 و 2001، كان أوستر جزء من برنامج الإذاعة الوطنية العامة '«مشروع القصة الوطني»، وهو برنامج إذاعي شهري قام فيه أوستر بجانب المذيعة جاكي ليدن بقراءة القصص التي يرسلها مستمعي البرنامج من كل أنحاء أمريكا.[40] حيث تم حث المستمعين على إرسال قصصهم والتي لا تتجاوز الفقرتين أو قد تصل لصفحتان، ويجب أن تكون حقيقية، ويقوم أوستر لاحقاً بالاختيار منها، والتعديل عليها ومن ثم قراءتها على الهواء.[41] قرأ أوستر أكثر من 4000 قصة على الهواء،[42]
- استخدم عازف الجاز والمؤلف مايكل مانتلر في ألبومه الصادر عام 2001 والذي كان بعنوان Hide and Seek كلمات من مسرحية لأوستر بنفس العنوان.
- قام أوستر بقراءة "Ground Zero" (2004)، كدليل صوتي أنشأته الأختان كيتشن (دافيا سيلفيا ونيكي سيلفيا)بالتعاون مع Soundwalk [43] وقامت الإذاعة الوطنية العامة NPR بإنتاج هذا العمل،[44] وفاز هذا العمل بجائزة the Dalton Pen عن فئة وسائل الإعلام المتعددة/ الصوتية، (2005)[45] كم تم ترشيحه لجائزة أودي لأفضل عمل أصلي،(2005).[46]
- قامت النمساوية أولغا نويورث مؤلفة ... ce qui arrive ... عام 2004 بالدمج مابين تسجيلات صوتية لأوستر ومقاطع موسيقية أداها كلا من ماركوس نويترنيغ وتوماس موسيل (Institute of Electronic Music and Acoustics (IEM)).يقرأ أوستر من

```
كتابيّ 'اليد إلى الفم' ' و ' 'الدفتر الأحمر' '، إما بشكل متواصل، أو قد يتخلل قراءته مقاطع موسيقية بطريقة تشبة المسرحيات التي تُبث عبر الراديو. وذلك كله خلال يترافق مع فيلم من إخراج دومينيك غونزاليس - فويستر وبطولة فنانة الكباريه الممثلة جورجيت دي.
```

- في 2005 قامت ابنته، صوفي بتسجيل ألبوم أغاني باللغتين الفرنسية والإنجليزية، تحت عنوان صوفي أوستر' بمشاركة فرقة One Ring Zero. كتب أوستر كلمات ثلاث أغاني إنجليزية؛ وكما قام بترجمة كلمات الأشعار الفرنسية التي اعتمدت عليها الاغاني الفرنسية في الكتيب المرفق مع الألبوم.
- يمكن سماع صوت بول أوستر في ألبوم The Farangs، الذي صدر عام 2005 تحت عنوان We Must Be Losing It. في الاغنتين "Obituary in the Present Tense" و "Between the Lines".
- أحتوى ألبوم الفرقة الغنائية النيويوركية One Ring Zero الذي كان بعنوان As Smart as We Are والصادر سنة 2006، على أغنية قام أوستر بكتابتها "Natty Man Blues" والتي تدور حول الشاعر السينسيناتي نورمان فينكلستين  [لغات أخرى]‏.
- عام 2006، قام أوستر بإخراج فيلم بعنوان The Inner Life of Martin Frost، المبنى على سيناريو أصلي قام بكتابته بنفسه. وتم تصوير الفيلم في لشبونة وAzenhas do Mar ومثل فيه كلاً من ديفيد ثيوليس، إيرين جاكوب، مايكل إمبيريولي بالإضافة إلى إبنته صوفي. تم عرضه لأول مرة ضمن مهرجان برلين السينمائي الدولي، والمقام في برلين، ألمانيا في العاشر من شهر فبراير لعام 2007، وتم إيضاً عرضه في مدينة نيويورك في السابع من شهر سبتمبر في العام نفسه.
- عام 2006 صدرت أغنية الفنان فيون ريجان والتي كانت بعنوان Put A Penny In The Slot، ذكر فيها أوستر وروايته Timbuktu
- في الفيلم الروسي Плюс один (زائد واحد) عام 2008، كانت الشخصية الرئيسية تعمل على ترجمة أحد كتب أوستر.
- في الوثائقي قانون الله  [لغات أخرى]‏ الذي صدر عام 2009، تم إجراء مقابلة مع أوستر للحديث عن التجربة التي خاضها حينما كان صغيراً وتعرض لـالبرق.

## الوفاة
توفي بول بنيامين أوستر في 30 أبريل 2024 عن عمر ناهز السابعة والسبعين.

## أعماله المترجمة
- صانست بارك، ترجمة: معاذ أبو غوش
- رحلات في حجرة الكتابة، ترجمة: معاذ أبو غوش
- تمبكتو، ترجمة: محمد عبد النبي
- بومغارتنر، ترجمة: سعد البازعي، دار النشر: كلمات
- كيف أصبحت كاتباً، ترجمة: أحمد العطاف، تحرير: مروة الأزرقي
- حكاية الشتاء، دار النشر: شركة المطبوعات للتوزيع والنشر
- ليلة التنبؤ، ترجمة: محمد مجد الإسلام
- مستر فرتيجو، ترجمة: عبد المنعم عبد الكريم
- قصر القمر، ترجمة: عبد المنعم عبد الكريم
- اختراع العزلة، ترجمة: أحمد العطاف
- ثلاثية نيويورك، دار النشر: دار الآداب، 1993
- رجل في الظلام، ترجمة: أحمد م. أحمد، 2010
- حماقات بروكلين، ترجمة: أسامة منزلجي، 2012
- ليلة الوحي، ترجمة: عماد الأحمد، مراجعة وتدقيق: زياد عبد الله، دار النشر: المتوسط، 2018
- تقرير من الداخل، ترجمة: أحمد زياد ناصر، 2023

## روابط خارجية
- بول أوستر على موقع IMDb (الإنجليزية)
- بول أوستر على موقع الموسوعة البريطانية (الإنجليزية)
- بول أوستر على موقع روتن توميتوز (الإنجليزية)
- بول أوستر على موقع مونزينجر (الألمانية)
- بول أوستر على موقع قاعدة بيانات الأفلام العربية
- بول أوستر على موقع ألو سيني (الفرنسية)
- بول أوستر على موقع ميوزك برينز (الإنجليزية)
- بول أوستر على موقع أول موفي (الإنجليزية)
- بول أوستر على موقع قاعدة بيانات الأفلام السويدية (السويدية)
- بول أوستر على موقع إن إن دي بي (الإنجليزية)